# Passo e Monte di Foscagno
Passo e Monte di Foscagno este o arie protejată (arie specială de conservare — SAC, sit de importanță comunitară — SCI) din Italia întinsă pe o suprafață de 1.081 ha, integral pe uscat.

## Localizare
Centrul sitului Passo e Monte di Foscagno este situat la coordonatele 46°29′24″N 10°12′19″E / 46.490096°N 10.205165°E.

## Înființare
Situl Passo e Monte di Foscagno a fost declarat sit de importanță comunitară în iunie 1995 pentru a proteja 51 de specii de animale. Situl a fost protejat și ca arie specială de conservare în aprilie 2014.

## Biodiversitate
Situată în ecoregiunea alpină, aria protejată conține 8 habitate naturale: Pajiști alpine și subalpine calcaroase, Grohotișuri silicioase de la nivelul montan până la nivelul zăpezii (Androsacetalia alpinae și Galeopsietalia ladani), Pajiști alpine și boreale, Mlaștini turboase de tranziție și turbării mișcătoare, Pante stâncoase silicioase cu vegetație casmofită, Pajiști boreale și alpine pe substrat silicios, Tufărișuri subarctice cu Salix spp., Formațiuni ierboase bogate în specii de Nardus, dezvoltate pe substraturi silicioase în zone montane (și în zone submontane, în Europa continentală).
La baza desemnării sitului se află mai multe specii protejate de  păsări (51): inărița (Acanthis flammea), uliu păsărar (Accipiter nisus), ciocârlie-de-câmp (Alauda arvensis), potârnichea de stâncă (Alectoris graeca saxatilis), fâsă de pădure (Anthus spinoletta), fâsă de pădure (Anthus trivialis), lăstunul mare (Apus apus), acvilă de munte (Aquila chrysaetos), stârc cenușiu (Ardea cinerea), rață roșie (Aythya nyroca), buha (Bubo bubo), șorecarul comun (Buteo buteo), șorecar mare (Buteo rufinus), cojoaica de pădure (Certhia familiaris), mierla de apă (Cinclus cinclus), șerpar (Circaetus gallicus), porumbel gulerat (Columba palumbus), corb (Corvus corax), cioară neagră (Corvus corone), lăstun de casă (Delichon urbicum), presură de munte (Emberiza cia), Eudromias morinellus, șoim călător (Falco peregrinus), vânturel roșu (Falco tinnunculus), cinteză (Fringilla coelebs), zăgan (Gypaetus barbatus), Lagopus muta helvetica, câneparul (Linaria cannabina), pițigoi moțat (Lophophanes cristatus), forfecuță gălbuie (Loxia curvirostra), prigoare (Merops apiaster), gaia neagră (Milvus migrans), mierlă de piatră (Monticola saxatilis), cinghiță alpină (Montifringilla nivalis), codobatură galbenă (Motacilla alba), codobatură de munte (Motacilla cinerea), alunar (Nucifraga caryocatactes), pietrar sur (Oenanthe oenanthe), pițigoi de brădet (Periparus ater), viespar (Pernis apivorus), cormoran mare (Phalacrocorax carbo), codroș de munte (Phoenicurus ochruros), Prunella collaris, Ptyonoprogne rupestris, stăncuță alpină (Pyrrhocorax graculus), mărăcinar (Saxicola rubetra), silvie-mică (Sylvia curruca), Tachymarptis melba, fluturașul de stâncă (Tichodroma muraria), mierlă gulerată (Turdus torquatus), sturzul de vâsc (Turdus viscivorus)
Pe lângă speciile protejate, pe teritoriul sitului au mai fost identificate 19 specii de plante, 1 specie de amfibieni, 6 specii de mamifere, 12 specii de nevertebrate, 2 specii de reptile.